# チオシアン酸
チオシアン酸（チオシアンさん、thiocyanic acid）は、化学式が HSCN で表される無機酸の一種である。ロダン酸とも呼ばれる。互変異性体であるイソチオシアン酸 (isothiocyanic acid, HN=C=S) との混合物として存在する。

チオシアン酸（左）とイソチオシアン酸（右）との互変異性

不安定な無色の液体で、比較的強酸である。分子量は59.09g/mol。
チオシアン酸の N-エステル（イソチオシアネート）には殺虫剤として用いられるものがある。

## 合成
チオシアン酸鉛(II) に硫化水素を作用させると遊離する。
{\displaystyle {\ce {Pb(SCN)2\ + H2S -> PbS\ + 2HSCN}}}
アンモニアと二硫化炭素を反応させるとチオシアン酸のアンモニウム塩が生成する。
{\displaystyle {\ce {2NH3\ + CS2 -> NH4SCN\ + H2S}}}

## 塩
- チオシアン酸ナトリウム (NaSCN)
- チオシアン酸カリウム (KSCN)